# Hypersensibilité (psychologie)
Pour l’article homonyme, voir Hypersensibilité.
L'hypersensibilité, en psychologie, est une sensibilité plus haute que la moyenne, provisoirement ou durablement, pouvant être vécue avec difficulté par la personne concernée elle-même ou perçue comme « exagérée », voire « extrême », par son entourage. Dans le registre sensoriel, l’hypersensibilité peut concerner un seul ou plusieurs des sens du système sensoriel.
Cette notion renvoie à un tempérament, à une caractéristique individuelle qui permet d'identifier un ensemble clinique défini en 1996 par Elaine Aron. L'autrice revisite, par le biais d'études empiriques, le concept de « sensibilité innée » introduite en 1913 par Carl Gustav Jung.
Selon une revue d'études (2012) basée sur les recherches qui ont suivi, les « individus hautement sensibles » représenteraient entre 10 et 35 % de la population. Les caractéristiques de cet ensemble découlent d'une plus forte réactivité à une même stimulation, ce qui a des aspects positifs — Jung parle de « caractère enrichissant » — et des aspects négatifs, comme une sensibilité accrue à la peur.
Le terme « individu hautement sensible » est ici traduit par « hypersensible ». D'autres traductions rencontrées sont « hautement sensible » ou « à sensibilité élevée ». Saverio Tomasella propose d'utiliser les termes « ultrasensible » et « ultrasensibilité », censés se départir de la connotation péjorative d'excès,.

## Hyper- et hypo-sensibilité: deux états non exclusifs l'un de l'autre
Une même personne (avec autisme par exemple) peut être à la fois hyposensible à certains stimuli (ex. : température de l'eau, avec brûlures possibles), et présenter une hypersensiblilité très marquée pour d'autres stimuli (typiquement : au bruit, à l'agitation, et à la promiscuité, trois facteurs souvent liés à la vie collective),.
Cette coexistence entre hyper- et l’hyposensibilité (pour des modalités sensorielles différentes) chez un même individu semble fréquente chez les autistes : Une étude de 1997 basée sur 200 enfants diagnostiqués avec un TSA concluait que 39 % d’entre eux étaient hyposensibles, 19 % hypersensibles et 36 % à la fois hypo- et hypersensibles (selon les sens considérés).
L'hyposensibilité évoque une intensité inhabituellement basse de la perception pour un ou plusieurs canaux sensoriels, ce qui « implique un niveau de stimulation de l’environnement très élevé pour initier une réponse. Selon Delacato (1974), les comportements stéréotypés et les autostimulations, fréquemment observées dans l’autisme, qu’il appelle « sensorismes », constitueraient des mécanismes d’autoprotection inconscients des personnes avec autisme pour lutter contre les hypo- et les hyper-sensibilités ».
| Sens impliqué                             | hypersensibilité (exemples) | hyposensibilité (exemples) |
| ----------------------------------------- | --- | --- |
| Vue                                       | Difficulté à supporter le soleil et les lumières intenses, les flashs lumineux, les reflets, les forts contrastes lumineux, port de lunettes de soleil... évitement du regard ; focus sur de petits détails                                           | Attrait ou fascination pour ce qui brille, qui éclaire, les miroirs, les écrans ; autostimulation du système visuel (par pression sur la cornée, paupières fermées, en regardant le soleil ou en secouant des objets devant les yeux... |
| Ouïe                                      | Se bouche les oreilles ; troubles du sommeil | Attrait pour les sirènes, pétards, la cohue, les vibrations... autostimulation par production de cris ou de bruit |
| Toucher, thermoception, nociception       | Évitement de tout contact physique, intolérance à certains tissus, à certaines textures ; réactions extrêmes au froid, au chaud et à la douleur | Pas ou peu de sensibilité au toucher, aux faibles pression, aux températures, aux vibrations voire à la douleur ; recherche de contacts fermes ; préférence pour une serviette de bain ou un vêtement en tissu très rêche...            |
| Odorat                                    | Certaines odeurs ou parfums sont insupportables (nausées), au point parfois de devoir quitter la pièce | Indifférence (ou attrait) pour des odeurs fortes et/ou désagréables ; comportement de flairage des objets et des personnes. |
| Goût                                      | Ne mange que quelques aliments (parfois d'une seule marque), est dégouté par d'autres ; perturbé par de légers changements de gout ou de texture | Mange indifféremment de tout, voire des objets non-comestibles ; attrait pour des aliments très fermentés, salés et/ou pimentés. |
| Équilibrioception (système vestibulaire…) | Mauvais équilibre ; peur du vide, d'être assis en hauteur, de n'avoir pas les pieds qui touchent le sol ; avoir rapidement le tournis, être malade en voiture ; difficulté à changer de direction                                                     | Pouvoir tourner longtemps sur soi-même sans vertige ; autostimulation par balancement, mouvement de tête. |
| Proprioception                            | Positions corporelles bizarres et gestes maladroits ou réponses à des stimuli qui semblent inadaptés à une tâche ou au contexte (la personne jauge mal la position des parties de son corps dans l'espace et parfois les unes par rapport aux autres) | Pas ou peu de ressenti apparent de la douleur, de la soif ou de la chaleur extérieure par exemple (ou la personne ne comprend pas la signification de ce qu'elle ressent)                                                               |

La « théorie de la faible cohérence centrale » pose l'hypothèse que certaines personnes (autistes typiquement), en raison de spécificités de leur système sensoriel, envisageraient le monde (ou certaines parties du monde) par ses détails, ce qui empêcherait pour elle une vision holistique, mais cette théorie n'est pas consensuelle.

## Caractéristiques
Les recherches en neurosciences affinant la diversité des caractéristiques des sujets hypersensibles, les caractéristiques générales ne permettent pas de conclure à des profils homogènes chez tous les hypersensibles. Une certaine prudence est donc à retenir pour éviter les amalgames.
D'après Elaine Aron, la timidité et l'introversion ne doivent pas être confondues avec l'hypersensibilité, même si ce sont des réponses possibles, car il existe des hypersensibles extravertis et la thérapie peut révéler une tendance refoulée à l'extraversion chez certains hypersensibles.
Chez certains, cette sensibilité serait associée à un mode particulier de traitement des données sensorielles. Par exemple, certaines opérations perceptives reconnues comme étant influencées par la culture du sujet percevant semblent être perçues de la même manière par les hypersensibles d'origines diverses, ce qui indique que les facteurs sociaux qui modifient la perception ont moins d'emprise sur les hypersensibles,,.

### Lien entre sensibilité élevée et pathologie
Selon Jung, qui l'a évoquée le premier, c'est un caractère enrichissant, que l'on ne peut pas considérer en lui-même comme pathologique, ou alors il faudrait faire de même avec « un quart de l’humanité » (30 % selon des études réalisées bien plus tard). C'est sans aucune ambiguïté, ce qui ne l’empêche pas de préciser la chose en contexte : « Néanmoins, si cette sensibilité a des conséquences destructrices pour le sujet, on doit bien admettre qu'on ne peut pas la considérer comme bien normale »
Pour Saverio Tomasella, la sensibilité élevée n'est ni une maladie ni une anomalie. Elle n'a donc pas besoin d'être soignée. « Devenir humain est une conquête quotidienne, affirme-t-il, et celle-ci passe par la fierté d'être sensible ».
En tant que telle, l'hypersensibilité n'est ni une maladie ni un symptôme précisément défini. Ce mot fait plus simplement partie du jargon paramédical. Toutefois, elle peut être liée à une autre cause de souffrance qui peut nécessiter dans ce cas une prise en charge psychologique.

## Régulation
Puisqu'il ne s'agit pas d'une maladie, il n'y a pas lieu de parler de thérapie destinée à soigner ou corriger l'hypersensibilité à proprement parler. On mentionnera des thérapies exclusivement pour des troubles identifiés distinctement à côté de l'hypersensibilité, comme les difficultés sociales, les troubles de l'humeur, l'angoisse, le stress post-traumatique, etc., pour lesquels les indications thérapeutiques sont multiples.
Certains auteurs envisagent néanmoins de « traiter » l'hypersensibilité d'une manière ou d'une autre. En ce sens, les techniques et thérapies existantes sont jugées adéquates du moment qu'elles ne tentent pas de réprimer l'hypersensibilité mais, au contraire, tant qu'elles permettent à l'hypersensible de vivre avec son « excès » de ressentis, de l'assumer et de trouver des occupations mettant en valeur ce qui a pu lui sembler une source de problèmes,,. Par exemple, dans l'hypersensibilité émotionnelle, il est possible d'utiliser des techniques issues de psychothérapies comme la TCC ou la TIP, afin d'aider une personne à en limiter les conséquences négatives ou la souffrance, et à prendre conscience des avantages qu'elle lui confère.

## Origines
Selon Elaine Aron, la haute sensibilité serait liée à un trait génétique conservé pendant l'évolution par un grand nombre d'espèces animales, laissant supposer qu'il a certains avantages ; mais elle subodore également l’existence d'« interaction » avec l'environnement durant l'enfance comme cause de ce tempérament hypersensible. Toujours d'après Elaine Aron, en règle générale, après une enfance difficile, un hypersensible s'est construit un ensemble de protections psychologiques lui permettant de se protéger ou d'éviter un monde perçu comme excessivement violent. Ces mécanismes d'adaptation, à leur tour, peuvent générer une mauvaise adaptation sociale, des difficultés relationnelles, de la souffrance et de la frustration.
Pour Saverio Tomasella, la sensibilité élevée n'est pas génétique, mais découle de l'histoire singulière de chaque personne, depuis sa vie intra-utérine, comprenant les influences possibles du contexte familial, de la généalogie et de la société.

## Critiques

### Engouement médiatique
L'ouvrage principal d'Elaine Aron a été traduit et distribué en France à partir de 2005. Le concept d'hypersensibilité se fait discret malgré cette arrivée en francophonie depuis les Etats-Unis à cette époque. Cependant, l'hypersensibilité se voit par la suite obtenir un fort intérêt médiatique et éditorial. En effet, le nombre d'articles et de livres traitant de l'hypersensibilité croît à partir de 2016, et le nombre de recherches Google croît particulièrement depuis 2019, montrant une présence importante du sujet et son intérêt à l'échelle sociale. Par ailleurs, là où Elaine Aron a pu tenter de construire un concept scientifique dans le même temps qu'un concept accessible au grand public, en France celui-ci est d'abord né par le spectre de l'édition et des médias sans passer par la construction scientifique préalable. La forme dans laquelle l'hypersensibilité s'est vue circuler en France a donc grandement été altérée et ses limites semblent y être rarement pointées.

### Perception et réaction
La psychologue clinicienne Stéphanie Aubertin note plusieurs problèmes sur le concept d'Elaine Aron. Après avoir étudié sa littérature en parallèle avec la recherche scientifique en psychologie clinique et cognitive sur le sujet, elle revient sur cette notion dans une vidéo de vulgarisation sur sa chaîne Youtube. Un premier défaut pointé est le fait que la réaction comportementale à un stimulus n'est pas nécessairement proportionnelle à son intensité. Une autre lacune pointée est le raccourci fait dans l'assimilation d'Aron entre stimuli sensoriels avec ceux environnementaux et sociaux, les premiers demandant bien moins de ressources cognitives que les seconds. Stéphanie Aubertin spécifie également que la théorie d'Elaine Aron repose sur l'objectivité de notre perception, ce qu'elle annonce contredit par la psychologie cognitive et prend les illusions d'optiques pour exemple afin de vulgariser. Elle assimile également la sensibilité aux seuil de détection et au seuil de discrimination.

### Tempérament et personnalité
Le terme « tempérament » faisant référence à une forme de caractère « définitif », Stéphanie Aubertin s'oppose à cela en notant que la sensibilité est susceptible d'évoluer au fil de la vie ou selon le contexte et que l'hypersensibilité n'est donc ni une fatalité, ni définitive.
Une étude de 2021 questionne la pertinence du modèle de l'hypersensibilité d'Elaine Aron. Les chercheurs suggèrent que le modèle théorique de l'hypersensibilité se superpose fortement aux traits de personnalité établis par le modèle du Big Five, notamment ceux de névrosisme et d'ouverture à l'expérience. Toujours selon ces chercheurs, ces traits suffisent déjà à expliquer la capacité de reconnaissance des émotions.

### Justifications défaillantes
Stéphanie Aubertin critique Elaine Aron sur le fait que celle-ci justifie des temps de réponses plus long aux tâches effectuées dans ses études de la part de sujets définis comme hypersensibles selon son questionnaire comme « une pause pour réfléchir », mais également qu'Aron justifie un temps de réponse plus court de cette même catégorie de personnes car elles auraient besoin de moins de stimuli pour répondre. Est donc dénoncé le fait que tout motif pourrait justifier la sensibilité élevée détectée au préalable selon Elaine Aron.

### Questionnaire
Le questionnaire d'hypersensibilité d'Aron est noté comme effectivement validé par des analyses factorielles (il mesure bien « quelque chose »), mais rien n'indiquerait qu'il mesure bien l'hypersensibilité. Cependant, certains items sont critiqués, notamment ceux liés à la sensibilité esthétique. Stéphanie Aubertin prévient qu'ils pourraient être sujets à un biais de désirabilité sociale et rappelle la subjectivité de l'art, et par là, dénonce une erreur cruciale d'Aron: l'oubli de la cognition, « comme s'il n'y avait rien entre l'input et l'output ».
Une étude de 2018 a évalué les propriétés psychométriques d'une des versions du questionnaire d'Elaine Aron et montre que le modèle uni-dimensionnel original semble défectueux en comparaison à un modèle multi-dimensionnel qui a été dégagé par ce travail.

### Polysémie
Cette même étude de 2018 a également conclu sur le problème de la polysémie du terme « sensibilité » en psychologie, et qu'une définition plus précise du construit serait de rigueur.
Nous pouvons retrouver le caractère polysémique de l'hypersensibilité dans le DSM-5, où le mot est utilisé seize fois : une fois pour « hypersensibilité au rejet » (trouble dysphorique prémenstruel), trois fois pour « hypersensibilité aux jugements négatifs » (trouble de la personnalité évitante), deux fois non spécifiées (personnalités paranoïaque et schizotypique), une fois pour une « hypersensibilité personnelle » (personnalité borderline), quatre fois pour spécifier une hypersensibilité aux neuroleptiques, une fois pour spécifier une « hypersensibilité des capteurs médullaires du dioxyde de carbone », et enfin quatre fois pour une hypersensibilité à la lumière ou au bruit. Le mot hypersensible est utilisé deux fois, une fois pour « hypersensible à la lumière vespérale » (trouble de l'alternance veille-sommeil) et une fois pour définir un des niveaux d'empathie sur l'échelle du niveau de fonctionnement de la personnalité. L'hypersensibilité n'est donc bel et bien pas une pathologie et n'est pas non plus un symptôme précisément fixé par une définition unique.

### Dangers
La polysémie du mot mêlée à certaines lacunes théoriques et méthodologiques du concept ainsi que son intérêt médiatique permet à beaucoup de personnes de s'y identifier (ou d'identifier une autre personne) et cela très facilement, dans une idée similaire à un effet Barnum. De plus, une caractéristique redondante de l'hypersensibilité est qu'elle serait une souffrance cachant en réalité un potentiel exploitable lorsque cet attribut serait maîtrisé par l'individu, les clés de cette maîtrise se trouveraient dans des ouvrages grand public de qualité inégale ou auprès d'auteurs adoptant rarement une pratique fondée sur les preuves, mais ne pouvant de toute façon pas remplacer un professionnel adoptant une prise en charge adaptée à la personne et à ses problématiques entourant son « hypersensibilité ». À cela vient s'ajouter le caractère définitif allant souvent de pair avec des définitions communes de l'hypersensibilité, pouvant mener certaines personnes à ne pas travailler sur elles ou à ne pas soigner une éventuelle pathologie sérieuse. Cependant, à la vue de l'évolution de certains patients a priori « hypersensibles », tout porte à croire que le caractère définitif et fatal peut légitimement être remis en question,.